# فرانك كوني نسانغيت
فرانك كوني نسانغيت (بالفرنسية: franck kony nsanget)‏ (مواليد 15 يناير 2001 في الكاميرون) هو لاعب كرة قدم كاميروني يجيد اللعب في مركز الظهير الأيسر. يلعب حاليا لصالح المنامة في الدوري البحريني الممتاز منذ 2020.

## المسيرة الرياضية

### الأندية
في 1 يناير 2016 تم تصعيد كوني إلى الفريق الأول بنادي أوراغان.
في 1 يناير 2017 انتقل كوني من أوراغان إلى نهضة نغومو الكاميروني (الدرجة الثانية) في صفقة انتقال حر. في موسمه الأول 2017 وفي بطولة دوري الدرجة الثانية ساهم في احتلال فريقه المركز الخامس بفارق 8 نقاط عن صاحب المركز الثالث فوفو المؤهل للصعود إلى الدرجة الأولى. وفي بطولة كأس الكاميرون ساهم في وصول فريقه إلى الدور 16 حينها خسر من أكاديمية يونع الرياضية 0-5.
في موسمه الثاني 2018 وفي بطولة دوري الدرجة الثانية ساهم في احتلال فريقه المركز الحادي عشر بفارق 8 نقاط عن منطقة الهبوط.
في موسمه الثالث 2019 وفي بطولة دوري الدرجة الثانية ساهم في احتلال فريقه المركز الثالث في المجموعة الثانية من الدور الأول بفارق 3 نقاط عن المتصدر ليوبارد دوالا فتأهل إلى دوري الصعود حيث ساهم في احتلال فريقه المركز الخامس بفارق الأهداف عن صاحب المركز الرابع فاب المؤهل للصعود إلى الدرجة الأولى.
في موسمه الرابع والأخير 2019-2020 وفي بطولة دوري الدرجة الثانية ساهم في احتلال فريقه المركز الثالث بفارق 3 نقاط عن صاحب المركز الثاني ياوندي الرديف المؤهل للصعود إلى الدرجة الأولى. في 12 مايو 2020 تم إيقاف البطولة بسبب انتشار جائحة كورونا واعتماد صعود الفريقين صاحبي المركزين الأول والثاني إلى الدرجة الأولى.
في 1 يوليو 2020 انتقل كوني من نهضة نغومو إلى المنامة البحريني (الدوري الممتاز) في صفقة انتقال حر. في موسمه الأول 2020-2021 وفي بطولة الدوري الممتاز ساهم في احتلال فريقه المركز الثالث بفارق 14 نقطة عن البطل الرفاع. وفي بطولة كأس ملك البحرين ساهم في وصول فريقه إلى الدور الربع النهائي عندما خسر من الحد 0-3. وفي بطولة كأس الاتحاد البحريني فشل فريقه في التأهل إلى الدور النصف النهائي بعدما احتل المركز الثاني في المجموعة الثانية بفارق نقطة واحدة عن المتصدر المحرق.
في موسمه الثاني 2021-2022 وفي بطولة الدوري الممتاز ساهم في احتلال فريقه المركز الثاني الوصيف بفارق 3 نقاط عن البطل الرفاع. وفي بطولة كأس ملك البحرين ساهم في وصول فريقه إلى الدور الربع النهائي عندما خسر من الرفاع الشرقي بركلات الترجيح. وفي بطولة كأس الاتحاد البحريني فشل فريقه في التأهل إلى الدور النصف النهائي.
في موسمه الثامن 2022-2023 وفي بطولة الدوري الممتاز ساهم في احتلال فريقه المركز الثاني الوصيف بفارق نقطة واحدة عن البطل الخالدية. وفي بطولة كأس ملك البحرين ساهم في وصول فريقه إلى الدور النصف النهائي حينها خسر من الحالة 1-2. وفي بطولة كأس الاتحاد البحريني فشل فريقه في التأهل إلى الدور النصف النهائي بعدما احتل المركز الثاني في المجموعة الثانية بفارق نقطة واحدة عن المتصدر الأهلي. وفي بطولة كأس العرب للأندية الأبطال خرج فريقه من المرحلة الأولى عندما خسر في الدور التمهيدي الأول من الهلال السوداني 2-4 في مجموع المباراتين.